# 切列姆尚卡市镇
切列姆尚卡市镇（俄语：Черемшанское муниципальное образование）是俄罗斯联邦伊尔库茨克州扎拉里区所属的一个市镇。其下辖有个居民点，行政中心为切列姆尚卡。据2016年统计，该市镇的人口为308人。